# 須原屋茂兵衛

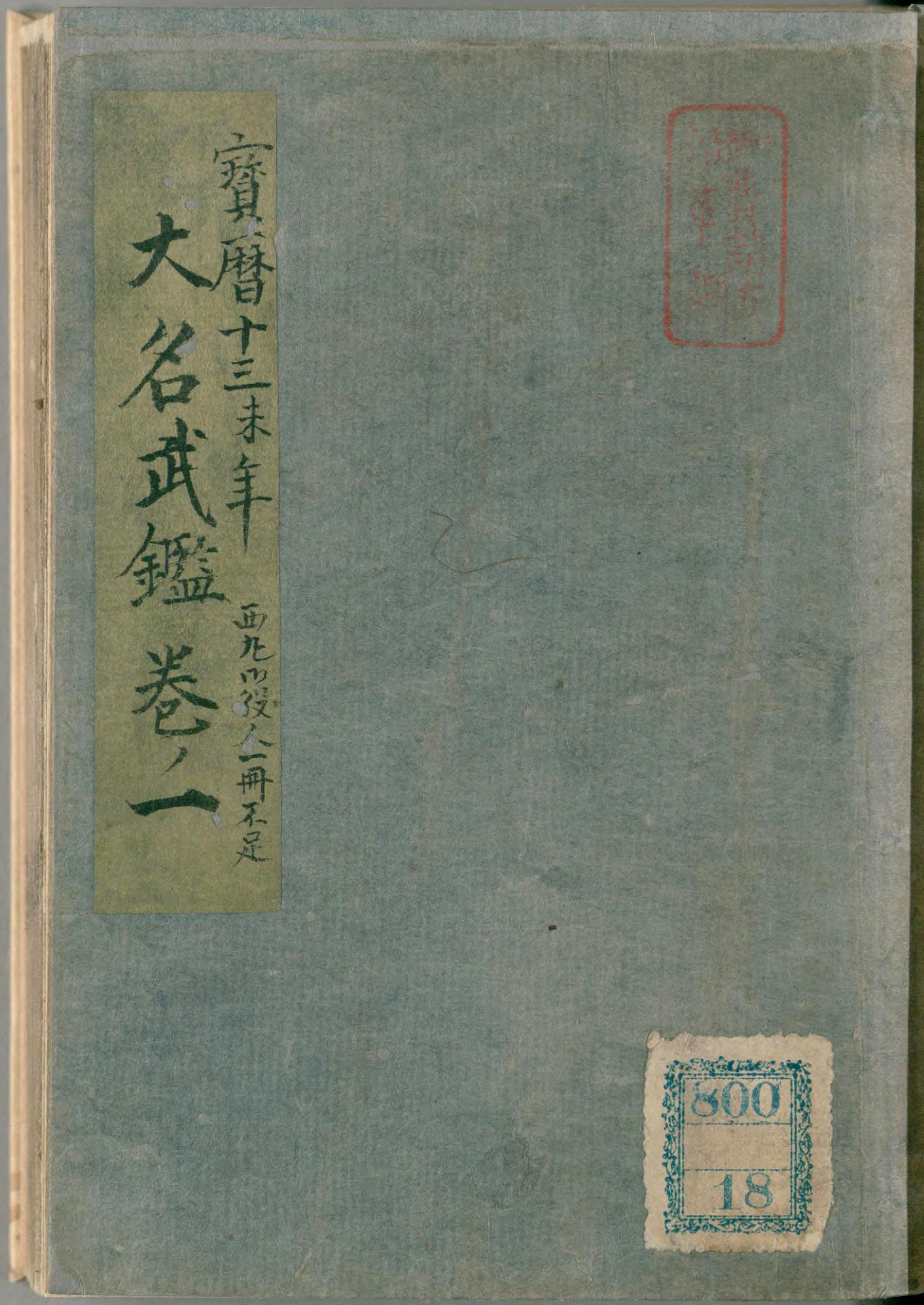
『宝暦十三年 大名武鑑』（須原屋茂兵衛、宝暦13年刊）

須原屋 茂兵衛（すはらや もへえ）は江戸時代の版元。家号は千鐘房（堂）、月花軒。万治～元禄期より明治まで9代続いた。上方資本が幅を利かせる江戸時代初期より江戸地店として早くから台頭し、江戸出版業界最大手の地位を築き上げたことから、江戸を代表する書物問屋で「江戸書林の魁」と呼ばれる。『武鑑』や『江戸切絵図』等の公的出版物を多く手がけたため、郭物を手がけた蔦屋重三郎との対比で「吉原は重三茂兵衛は丸の内」と詠まれた。須原屋一統の総本家。須原屋茂兵衛からは暖簾分けにより須原屋伊八・須原屋市兵衛・須原屋佐助などが出て、いわゆる須原屋一統が繁栄した。北畠氏、明治期は松本氏を称す。

## 経歴
須原屋茂兵衛の本拠は紀伊国有田郡栖原村（現在の和歌山県有田郡湯浅町栖原）で、屋号もこれに由来する。苗字は北圃（北畠）で、古くは河内国高安郡垣内村（現在の大阪府八尾市垣内）領主垣内氏に仕え、共に栖原村に移り、帰農した。垣内氏とは江戸時代も深く結びつき、四・五代目は垣内氏の出である。また同村からは材木商栖原屋角兵衛も出たが、血縁関係はない。
初代茂兵衛は万治元年（1658年）江戸日本橋通一丁目に店を構えたと伝わるが、現存する最古の刊本は貞享元年（1684年）刊の木下義俊著『武用弁略』である。彌吉光長は、万治年間に江戸に奉公に出て、延宝末に独立して店舗を持ったと推定する。元禄2年（1689年）の『江戸惣鹿子』には左内町横町（現在の江戸橋一丁目交差点付近）の書物問屋として載る。左内町横町には他にも近江屋三左衛門・みすや仁兵衛・山口屋二郎右衛門・村上五郎兵衛が掲載されており、当町に書物問屋が集中していたことがわかる。元禄年中には表通りの日本橋通一丁目（現日本橋交差点付近）西側に進出した。
享保の改革では出版統制が行われたが、享保6年（1721年）には出雲寺和泉掾・西村市郎右衛門・野田太兵衛・大和屋太兵衛・小川彦九郎と共に荻生徂徠『六諭衍義』の売弘店に抜擢され、公との繋がりを鮮明にした。この時期には上方資本と江戸地店の新興勢力との対立が鮮明化し、享保12年（1727年）には江戸書物屋仲間中通組より新たに南組が独立し、類版禁止に関して抗争があったが、三代目茂兵衛は南組の代表人物であったと考えられている。
四代目恪斎の代には石川豊信画の墨摺絵本『絵本江戸紫』（明和2年（1765年））を刊行するなど愈々隆盛を極めた。京柳馬場四条下ル所に仕込店を設けたのもこの頃である。
四代目死後は家督相続がうまく行かず、全体的な出版不況もあって家業も弛んだが、七代目茂広が出雲寺和泉掾との抗争に勝利して『武鑑』出版権を独占し、再興を遂げた。
幕末には分家に倣って薬種商も兼業した。
明治に入ると『太政官日誌』（現在の官報）や太政官布告など公的出版物を任せられたが、時流に乗れず没落した。博文館との教科書入札に敗れたことが契機とされるが、詳細不明。
明治37年（1904年）廃業し、支配人鈴木荘太郎に書籍部が譲渡され、京橋区南伝馬町三丁目の自身の呉服店を須原屋書店と改めた。後に畳町17番地に移転し、主に日蓮宗や建築関係の書籍を細々と出版し、戦時中に消息を絶った。

## 歴代須原屋茂兵衛
1. 北畠宗元
紀伊国有田郡栖原村に生まれ、万治年間江戸に出て須原屋を創業する。
2. 二代目茂兵衛
事績が伝わっておらず、夭逝したと考えられる。
3. 慈厳
二代目茂兵衛の子。事績は伝わっていないが、江戸新興書肆台頭期に当たって、旧勢力との抗争の中心人物と想像されている。
4. 恪斎恭（享保16年（1731年）11月 - 天明2年（1782年）8月13日）
垣内泰林の子。字は仲温。伊藤蘭嵎・渋井太室に学び、中井竹山等と交流があった。『熊野遊記』を著す。1男5女を儲けたが、男子は夭逝。栖原村久保氏より養女を取る。
5. 顕清祐武（宝暦6年（1756年） - 寛政11年（1799年）10月9日）
垣内泰林の従兄弟習説の五男。安永6年（1778年）婿養子として五代目襲名。諡は常念。
6. 顕光（天明4年（1784年） - 享和3年（1803年）5月19日）
顕清祐武の子。諡は浄厳。弱冠で夭逝し、以降暫く家業が傾いた。
7. 茂広（安永5年（1776年） - 天保9年（1838年）2月7日）
北畠家分家治右衛門吉祐と、恪斎養女の子。幼名は次松。諡は浄暁。『武鑑』出版独占に成功し、須原屋を再興へ導いた。斎藤月岑と親交があった。
8. 有親（文化3年（1806年） - 万延元年（1860年）9月3日）
恪斎の甥池永久敬の子。幼名は幾松。字は君久。通称安之助。書を嗜み、蓼洲と号した。諡は浄善。松崎慊堂と親交があった。妻木氏より娶り1男1女を儲けるが、共に夭逝。尾澤氏より後妻を娶り、充親を生む。
9. 充親
有親の後妻との子。明治後和歌山県平民となり、戸籍名は北畠茂兵衛。